# Smíxi
Smíxi, en grec moderne : Σμίξη, est un village et un ancien dème du district régional de Grevená, en Macédoine-Occidentale, Grèce. Depuis 2010, il est fusionné au sein du dème de Grevená.
Selon le recensement de 2011, la population du dème ainsi que celle du village compte 454 habitants.